# Arkadia Records
Arkadia Records is een Amerikaans platenmaatschappij, waarop voornamelijk jazz en chansons uitkomt. Het zijn nieuwe opnames of rereleases. Het label heeft verschillende sublabels: Arkadia Records, Arkadia Jazz, Arkadia Chansons en Postcards. Het maakt deel uit van V.I.E.W. Video, een rond 1980 opgerichte onderneming die begon met het produceren en distribueren van video's. Naast cd's brengt V.I.E.W. ook dvd's uit met vooral jazz, maar ook wereldmuziek, klassieke muziek en bijvoorbeeld allerlei kunstdocumentaires en voorlichtingsfilms. V.I.E.W./Arkadia Records is gevestigd in Saugerties, New York, en wordt geleid door oprichter Bob Karcy. 
Musici die op de Arkadia-labels en V.I.E.W. uitkwamen zijn onder meer:
Jazz op cdDjango Reinhardt, Billy Taylor, Paul Bley, Steve Kuhn, Benny Golson, David Liebman, Harold Land, Alan Pasqua, Gary Peacock & Bill Frisell, Julian Priest & Sam Rivers, Chip White, Reggie Workman en Joris Teepe.
Jazz op dvd (View)Don Cherry, Ron Carter & Art Farmer, Toshiko Akiyoshi, Louie Bellson, Gil Evans, Dizzy Gillespie, Herbie Hancock, Oscar Peterson, Dave Holland, Elvin Jones, Oscar Peterson, George Shearing
Wereldmuziek op dvd (View)Manu Dibango, Fela Kuti
ChansonsÉdith Piaf, Maurice Chevalier, Josephine Baker, Charles Trenet en Marlene Dietrich